# SPACE NTK
株式会社SPACE NTK(スペース・エヌ・ティー・ケー)は茨城県つくば市に本社を置く日本の葬祭業者。宇宙葬を手掛けている他、生前葬も行っている。 2022年にMAGOKORO号の打ち上げを行い、初めて宇宙葬を行った日本企業となった。SPACE NTKは宇宙葬のことを宇宙SOH（宇宙想）と呼称している。

## 概要
SPACE NTKは葬儀業界に30年間従事している葛西智子によって2017年に設立された。葛西が子供の頃、親から人は亡くなると星になると言われたものの、曾祖母が地面のお墓に入ったことに違和感を感じたことが起業に至った原点となっている。2022年4月1日には同社初の宇宙散骨ミッションが打ち上げられた。

### MAGOKORO号
MAGOKORO号はSPACE NTK初の宇宙散骨ミッションで、2022年4月1日にスペースX社のファルコン9ロケットによって打ち上げられた。SPACE NTKによると、MAGOKORO号はロケットの上段に取り付けてあるため、継続的に監視されており宇宙ゴミになるリスクを極力抑えられるとしている。打ち上げから5~6年後にMAGOKORO号は地球の大気圏に再突入し、流れ星となって燃え尽きる。

## ミッション
| 打ち上げ年月日 | 打ち上げロケット | ミッション名 | 目的地       | 結果 |
| -------------- | ---------------- | ------------ | ------------ | ---- |
| 2022年4月1日   | ファルコン9      | MAGOKORO号   | 太陽同期軌道 | 成功 |
| 2024年12月21日 | ファルコン9      | MAGOKORO号   | 中傾斜軌道   | 成功 |